# Circonscription de Clark
La circonscription de Clark est une circonscription fédérale australienne en Tasmanie. Elle couvre la majeure partie d'Hobart.
Elle a été créée en 2019 pour remplacer la circonscription de Denison. Elle porte le nom de Andrew Inglis Clark et est actuellement représentée par Andrew Wilkie.

## Résultats des élections
| Parti                                        | Parti                        | Candidat                     | Voix   | %     | ±     |
| -------------------------------------------- | ---------------------------- | ---------------------------- | ------ | ----- | ----- |
|                                              | Indépendant                  | Andrew Wilkie                | 30 005 | 45,54 | −4,51 |
|                                              | Travailliste                 | Simon Davis                  | 12 364 | 18,76 | −1,46 |
|                                              | Libéral                      | Will Coats                   | 10 441 | 15,85 | −1,52 |
|                                              | Verts                        | Janet Shelley                | 8 861  | 13,45 | +3,88 |
|                                              | Une nation                   | Michelle Cameron             | 1 715  | 2,60  | +2,60 |
|                                              | UAP                          | Sandra Galloway              | 941    | 1,43  | −1,36 |
|                                              | AJP                          | Casey Davies                 | 828    | 1,26  | +1,26 |
|                                              | Démocrates libéraux          | Ian Ramsden                  | 739    | 1,12  | +1,12 |
| Total des suffrages exprimés                 | Total des suffrages exprimés | Total des suffrages exprimés | 65 894 | 95,75 | −1,81 |
| Votes nuls                                   | Votes nuls                   | Votes nuls                   | 2 924  | 4,25  | +1,81 |
| Participation                                | Participation                | Participation                | 68 818 | 92,13 | −1,51 |
| Résultat de préférence bipartite (notionnel) |                              |                              |        |       |       |
|                                              | Travailliste                 | Simon Davis                  | 44 309 | 67,24 | +1,07 |
|                                              | Libéral                      | Will Coats                   | 21 585 | 32,76 | −1,07 |
| Résultat de préférence bicandidat            |                              |                              |        |       |       |
|                                              | Indépendant                  | Andrew Wilkie                | 46 668 | 70,82 | −1,30 |
|                                              | Travailliste                 | Simon Davis                  | 19 226 | 29,18 | +1,30 |
|                                              | Indépendant retenir          | Indépendant retenir          | Swing  | −1,30 |       |